# Talent (album Teki)
Talent – drugi studyjny album polskiego rapera Teka. Został wydany 4 grudnia 2008 roku nakładem wytwórni Camey Studio

## Lista utworów
Opracowano na podstawie źródła.
1. "Intro - Talent (gościnnie: Bezik)"
2. "Superhero (gościnnie: Natalia Lesz)"
3. "Możesz To Zrobić (gościnnie: Agata Załuska)"
4. "Fijesta (gościnnie: Kardesch, Dje-An)"
5. "Odpocznij (gościnnie: Honeys)"
6. "Nigdy Się Nie Dowiesz (gościnnie: Agata Załuska)"
7. "Beztroskich Lat..."
8. "Dawałaś Mi (gościnnie: Marco Bocchino)"
9. "Showbizzz (gościnnie: Kardesch, Maleek, Nowator)"
10. "Dziś... (gościnnie: Marielle)"
11. "Jedyne Co Chcesz (gościnnie: Marielle)"
12. "Kadencja (gościnnie: Sentino, PRW.RS)"
13. "Pocałuj Mnie (gościnnie: Lena)"
14. "Chodź Do Mnie (gościnnie: Fame District)"
15. "Habibi (gościnnie: Ahmed Soultan)"
16. "Nagana (gościnnie: Koumba)"
17. "Zmiataj" (utwór dodatkowy)